# Lepidoscia stictoptera
Lepidoscia stictoptera is een vlinder uit de familie van de zakjesdragers (Psychidae). De wetenschappelijke naam van deze soort is voor het eerst voorgesteld als Narycia stictoptera door Oswald Bertram Lower in een publicatie uit 1920.
De soort komt voor in Australië (Queensland).